# كأس النرويج 1914
كأس النرويج 1914 (بالنرويجية: Norgesmesterskapet i fotball for menn 1914)‏ هو الموسم 13 من كأس النرويج. أشرف على تنظيمه اتحاد النرويج لكرة القدم، وكان عدد الأندية المشاركة فيه 10، وفاز فيه فريغ أوسلو ‏.